# ميكو (إسبانيا)
ميكو (بالإنجليزية: Meco)‏ هي بلدية ومدينة في منطقة الحكم الذاتي وتقع في منطقة مدريد في وسط إسبانيا. تبلغ مساحة هذه المدينة 35.07 (كم²)، ويبلغ عدد سكانها 12554 نسمة حسب إحصاء سنة 2011 م.

## وصلات خارجية
- الموقع الرسمي